# Popis osvajača Stanleyjeva kupa
Kup lorda Stanleyja (poznatiji pod imenom Stanleyjev kup) dodjeljuje se svake godine pobjedničkoj momčadi velike završnice doigravanja NHL-a. Najstariji je sportski trofej Sjeverne Amerike. Kanadi ga je 1893. godine darovao Frederick Stanley, engleski plemić i tadašnji glavni guverner Dominiona, Kanade pod britanskom vlašću. I sam trofej tada je bio znan kao Dominion Hockey Challenge Cup. Prve pobjedničke momčadi bijahu redom amaterske i kanadske; Stanleyjev kup osvajale su izazivanjem trenutačnih prvaka na službeni okršaj ili osvajanjem prvenstva iduće sezone. Dominacija profesionalnih klubova počela se uspostavljati prijelazom u dvadeseto stoljeće, da bi 1913. NHA (ligaški „predak” NHL-a) i PCHA (konkurentska liga) usmeno ugovorili međusobni godišnji okršaj dvaju pobjednika za Stanleyjev kup. Od propasti, spajanja, a zatim i konačne propasti konkurentskih natjecanja 1926. godine, Kup lorda Stanleyja pripada isključivo NHL-u. Doduše, sve do 1947. godine postojala je teoretska mogućnost za dvoboj pobjednika NHL-a i neke „vanjske” momčadi; od te godine Kup i formalno pripada samo NHL-u.
Montréal Canadiensi osvojili su Kup 24 puta, daleko više od svih ostalih momčadi. Međutim, nijedna kanadska momčad nije osvojila Stanleyjev kup od sezone 1992./93. i posljednjeg Montréalova uspjeha. Detroitska „Crvena krila” najbolja su američka momčad s 11 naslova. Trofej nije dodijeljen u dva navrata: 1919. zbog epidemije španjolske gripe, a 2005. radi jednogodišnje potpune obustave natjecanja. 

## Popis dobitnika

### „The Challenge Era” (1893. — 1914.)
„Razdoblje izazovâ” (The Challenge Era) potječe od strukture gotovo arhaičnih kanadskih amaterskih natjecanja. U razdoblju od 1887. do 1893., natjecanje se nije održavalo po skupinama, nego su momčadi izazivale jedna drugu na dvoboje. Pobjednička momčad jedne serije proglašavala bi se prijelaznim prvakom, a pobjednik posljednjeg izazova (challengea) postajao je konačnim prvakom „sezone”. Stanleyjev kup nastavio je ovakvu tradiciju, no dodana je mogućnost osvajanja Kupa kroz osvajanje lige. Naime, ako bi momčad osvojila ligu u kojoj se natjecao trenutačni osvajač, tada bi jednostavno naslijedila Kup bez izazova. Jedini slučaj kada ovo pravilo nije primijenjeno dogodio se 1904. godine, kada su izvorni Ottawini „Senatori” istupili iz CAHL-a. Povjerenici Kupa odlučili su da trofej ostane u posjedu Senatorsa umjesto prvaka CAHL-a za tu godinu.
Tijekom ovoga razdoblja, službeno doigravanje nije postojalo ni u jednoj ligi. Umjesto toga, momčad koja bi završila na prvome mjestu nakon posljednjega kola regularne sezone postajala bi prvakom. Doigravalo se samo kada bi dvije ili više momčadi dijelile prvo mjesto. Povjerenici Stanleyjeva kupa odobravali su ili svojevoljno određivali izazove do 1912., a onda odlučili kako momčad, u čijem se posjedu Kup nalazi, treba braniti trofej samo nakon završetka vlastitoga natjecanja.
Allanov kup uveden je 1908. godine kao trofej kanadskih amatera, pošto je Stanleyjev kup već postao simbol nadmoći profesionalnoga hokeja na ledu.
Ova tablica popisala je svako osvajanje Stanleyjeva kupa, uključujući dobivene i obranjene izazove, kao i osvojena prvenstva u ovome razdoblju.
- Napomena: Pobjedonosni gol označava onaj pogodak kojega poražena momčad nije zabila. Na primjer, četvrti pogodak jedne momčadi u pobjedi 7 : 3 smatra se pobjedonosnim pogotkom (tzv. game-winning goalom).

| Datum                                     | Pobjednička momčad         | Trener                    | Poražena momčad                          | Struktura doigravanja                    | Rezultat                                 | Pobjedonosni gol                         |
| ----------------------------------------- | -------------------------- | ------------------------- | ---------------------------------------- | ---------------------------------------- | ---------------------------------------- | ---------------------------------------- |
| 17. ožujka 1893.                          | Montréal HC (AHAC)         | Harry Shaw (menadžer)     | Prvaci AHAC lige za 1893., bez izazivača | Prvaci AHAC lige za 1893., bez izazivača | Prvaci AHAC lige za 1893., bez izazivača | Prvaci AHAC lige za 1893., bez izazivača |
| 22. ožujka 1894.                          | Montreal HC (AHAC)         | Harry Shaw (menadžer)     | Ottawa HC (AHAC)                         | Knockout Doigravanje AHAC lige za 1894.  | 3 : 1                                    | Billy Barlow (49.00)                     |
| 8. ožujka 1895.                           | Montréal Victorias (AHAC)  | Mike Grant (kapetan)      | Prvaci AHAC lige za 1895.                | Prvaci AHAC lige za 1895.                | Prvaci AHAC lige za 1895.                | Prvaci AHAC lige za 1895.                |
| 9. ožujka 1895.                           | Montreal HC (AHAC) ↓A      | Harry Shaw (menadžer)     | Queen's University (OHA)                 | Knockout                                 | 5 : 1                                    | ?                                        |
| 14. veljače 1896.                         | Winnipeg Victorias (MHA)   | Jack Armytage (kapetan)   | Montréal Victorias (AHAC)                | Knockout                                 | 2 : 0                                    | Jack Armytage (10.00)                    |
| 29. veljače 1896.                         | Winnipeg Victorias (MHA)   | Jack Armytage (kapetan)   | Prvaci MHA lige za 1896.                 | Prvaci MHA lige za 1896.                 | Prvaci MHA lige za 1896.                 | Prvaci MHA lige za 1896.                 |
| 30. prosinca 1896.                        | Montréal Victorias (AHAC)  | Mike Grant (kapetan)      | Winnipeg Victorias (MHA)                 | Knockout                                 | 6 : 5                                    | Ernie McLea (58.00)                      |
| 6. ožujka 1897.                           | Montréal Victorias (AHAC)  | Mike Grant (kapetan)      | Prvaci AHAC lige za 1897.                | Prvaci AHAC lige za 1897.                | Prvaci AHAC lige za 1897.                | Prvaci AHAC lige za 1897.                |
| 27. prosinca 1897.                        | Montréal Victorias (AHAC)  | Mike Grant (kapetan)      | Ottawa Capitals (CCHA)                   | Knockout ↓B                              | 15 : 2                                   | ?                                        |
| 5. ožujka 1898.                           | Montréal Victorias (AHAC)  | Frank Richardson (igrač)  | Prvaci AHAC lige za 1898.                | Prvaci AHAC lige za 1898.                | Prvaci AHAC lige za 1898.                | Prvaci AHAC lige za 1898.                |
| 15. i 18. veljače 1899.                   | Montréal Victorias (CAHL)  | Frank Richardson (igrač)  | Winnipeg Victorias (MHA)                 | Ukupan rezultat kroz dvije utakmice      | 5 : 3                                    | Robert MacDougall (?)                    |
| 4. ožujka 1899.                           | Montréal Shamrocks (CAHL)  | Barney Dunphy             | Prvaci CAHL lige za 1899.                | Prvaci CAHL lige za 1899.                | Prvaci CAHL lige za 1899.                | Prvaci CAHL lige za 1899.                |
| 14. ožujka 1899.                          | Montreal Shamrocks (CAHL)  | Barney Dunphy             | Queen's University (OHA)                 | Knockout                                 | 6 : 2                                    | Harry Trihey (?)                         |
| 12., 14. i 16. veljače 1900.              | Montréal Shamrocks (CAHL)  | Barney Dunphy             | Winnipeg Victorias (MHA)                 | Prvi do dvije pobjede                    | 2 : 1                                    | Harry Trihey (?)                         |
| 5. i 7. ožujka 1900.                      | Montréal Shamrocks (CAHL)  | Barney Dunphy             | Halifax Crescents (MaPHL)                | Prvi do dvije pobjede                    | 2 : 0                                    | Joe McKenna (?)                          |
| 10. ožujka 1900.                          | Montréal Shamrocks (CAHL)  | Barney Dunphy             | Prvaci CAHL lige za 1900.                | Prvaci CAHL lige za 1900.                | Prvaci CAHL lige za 1900.                | Prvaci CAHL lige za 1900.                |
| 29. i 31. siječnja 1901.                  | Winnipeg Victorias (MHA)   | Dan Bain (kapetan)        | Montréal Shamrocks (CAHL)                | Prvi do dvije pobjede                    | 2 : 0                                    | Dan Bain (64.00)                         |
| 19. veljače 1901.                         | Winnipeg Victorias (MHA)   | Dan Bain (kapetan)        | Winnipeg HC (MHA)                        | Knockout                                 | 4 : 3                                    | ?                                        |
| 21. i 23. siječnja 1902.                  | Winnipeg Victorias (MHA)   | Dan Bain (kapetan)        | Toronto Wellingtons (OHA)                | Prvi do dvije pobjede                    | 2 : 0                                    | Fred Scanlon (39.00)                     |
| Ožujak 1902.                              | Winnipeg Victorias (MHA)   | Dan Bain (kapetan)        | Prvaci MHA lige za 1902.                 | Prvaci MHA lige za 1902.                 | Prvaci MHA lige za 1902.                 | Prvaci MHA lige za 1902.                 |
| 13., 15. i 17. ožujka 1902.               | Montréal HC (CAHL)         | Clarence McKerrow         | Winnipeg Victorias (MHA)                 | Prvi do dvije pobjede                    | 2 : 1                                    | Jack Marshall (?)                        |
| 29. i 31. siječnja, 2. i 4. veljače 1903. | Montréal HC (CAHL)         | D. Browne                 | Winnipeg Victorias (MHA)                 | Prvi do dvije pobjede                    | 2 : 1 ↓C                                 | Tom Phillips (?)                         |
| 7. i 10. ožujka 1903.                     | Ottawa HC (CAHL)           | Alf Smith                 | Montréal Victorias (CAHL)                | Ukupan rezultat kroz dvije utakmice      | 9 : 1                                    | Suddy Gilmour (4.34, 2. ut.)             |
| 12. i 14. ožujka 1903.                    | Ottawa HC (CAHL)           | Alf Smith                 | Kenora Thistles (MNWHA)                  | Ukupan rezultat kroz dvije utakmice      | 10 : 4                                   | Frank McGee (8.20)                       |
| 30. prosinca, 1. i 4. siječnja 1904.      | Ottawa HC (CAHL)           | Alf Smith (igrač)         | Winnipeg Rowing Club (MHA)               | Prvi do dvije pobjede                    | 2 : 1                                    | Frank McGee (41.00)                      |
| 23. i 25. veljače 1904.                   | Ottawa HC ↓D               | Alf Smith (igrač)         | Toronto Marlboros (OHA)                  | Prvi do dvije pobjede                    | 2 : 0                                    | Arthur Moore (9.38)                      |
| 2. ožujka 1904.                           | Ottawa HC ↓D               | Alf Smith (igrač)         | Montréal Wanderers (FAHL)                | Ukupan rezultat kroz dvije utakmice      | ↓E                                       |                                          |
| 9. i 11. ožujka 1904.                     | Ottawa HC ↓D               | Alf Smith (igrač)         | Brandon Wheat Cities (MNWHA)             | Prvi do dvije pobjede                    | 2 : 0                                    | Frank McGee (18.00)                      |
| 13. i 16. siječnja 1905.                  | Ottawa HC (FAHL)           | Alf Smith (igrač)         | Dawson City Nuggets                      | Prvi do dvije pobjede                    | 2 : 0                                    | Harry Westwick (12.15)                   |
| 3. ožujka 1905.                           | Ottawa HC (FAHL)           | Alf Smith (igrač)         | Prvaci FAHL lige za 1905.                | Prvaci FAHL lige za 1905.                | Prvaci FAHL lige za 1905.                | Prvaci FAHL lige za 1905.                |
| 7., 9. i 11. ožujka 1905.                 | Ottawa HC (FAHL)           | Alf Smith (igrač)         | Kenora Thistles (MHL)                    | Prvi do dvije pobjede                    | 2 : 1                                    | Frank McGee (?)                          |
| 27. i 28. veljače 1906.                   | Ottawa HC (ECAHA)          | Alf Smith (igrač)         | Queen's University (OHA)                 | Prvi do dvije pobjede                    | 2 : 0                                    | Harvey Pulford (40.00) ↓F                |
| 6. i 8. ožujka 1906.                      | Ottawa HC (ECAHA)          | Alf Smith (igrač)         | Smiths Falls (FAHL)                      | Prvi do dvije pobjede                    | 2 : 0                                    | Frank McGee (17.45)                      |
| 14. i 17. ožujka 1906.                    | Montréal Wanderers (ECAHA) | Cecil Blachford (igrač)   | Ottawa HC (ECAHA)                        | Ukupan rezultat kroz dvije utakmice      | 12 : 10                                  | Lester Patrick (?)                       |
| 27. i 29. prosinca 1906.                  | Montréal Wanderers (ECAHA) | Cecil Blachford (igrač)   | New Glasgow Cubs (MaHL)                  | Ukupan rezultat kroz dvije utakmice      | 17 : 5                                   | ?                                        |
| 21. i 23. siječnja 1907.                  | Kenora Thistles (MPHL)     | James Link                | Montréal Wanderers (ECAHA)               | Ukupan rezultat kroz dvije utakmice      | 12 : 8                                   | Roxy Beaudro (?)                         |
| 16. i 18. ožujka 1907.                    | Kenora Thistles (MPHL)     | James Link                | Brandon Wheat Cities (MPHL)              | Prvi do dvije pobjede                    | 2 : 0                                    | Fred Whitcroft (19.00)                   |
| 23. i 25. ožujka 1907.                    | Montréal Wanderers (ECAHA) | Lester Patrick (kapetan)  | Kenora Thistles (MPHL)                   | Ukupan rezultat kroz dvije utakmice      | 12 : 8                                   | Ernest Johnson (?)                       |
| 9. i 13. ožujka 1908.                     | Montréal Wanderers (ECAHA) | Cecil Blachford (kapetan) | Ottawa Victorias (FAHL)                  | Ukupan rezultat kroz dvije utakmice      | 22 : 4                                   | Frank Glass (25.00, 1. ut.)              |
| 7. ožujka 1908.                           | Montréal Wanderers (ECAHA) | Cecil Blachford (kapetan) | Prvaci ECAHA lige za 1908.               | Prvaci ECAHA lige za 1908.               | Prvaci ECAHA lige za 1908.               | Prvaci ECAHA lige za 1908.               |
| 10. i 12. ožujka 1908.                    | Montréal Wanderers (ECAHA) | Cecil Blachford (kapetan) | Winnipeg Maple Leafs (MPHL)              | Ukupan rezultat kroz dvije utakmice      | 20 : 8                                   | ?                                        |
| 14. ožujka 1908.                          | Montréal Wanderers (ECAHA) | Cecil Blachford (kapetan) | Toronto PHC (OPHL)                       | Knockout                                 | 6 : 4                                    | Ernest Johnson (?)                       |
| 28. i 30. prosinca 1908.                  | Montréal Wanderers (ECHA)  | Cecil Blachford (kapetan) | Edmonton Eskimos (AAHA)                  | Ukupan rezultat kroz dvije utakmice      | 13 : 10                                  | ?                                        |
| 6. ožujka 1909.                           | Ottawa HC (ECHA)           | Pete Green                | Prvaci ECHA lige za 1909.                | Prvaci ECHA lige za 1909.                | Prvaci ECHA lige za 1909.                | Prvaci ECHA lige za 1909.                |
| 5. i 7. siječnja 1910.                    | Ottawa HC (CHA)            | Pete Green                | Galt HC (OPHL)                           | Ukupan rezultat kroz dvije utakmice      | 15 : 4                                   | Bruce Ridpath (?)                        |
| 18. i 20. siječnja 1910.                  | Ottawa HC (NHA)            | Pete Green                | Edmonton Eskimos (AAHA)                  | Ukupan rezultat kroz dvije utakmice      | 21 : 11                                  | Bruce Stuart (23.45)                     |
| 9. ožujka 1910.                           | Montréal Wanderers (NHA)   | Frank Glass (kapetan)     | Prvaci NHA lige za 1910.                 | Prvaci NHA lige za 1910.                 | Prvaci NHA lige za 1910.                 | Prvaci NHA lige za 1910.                 |
| 12. ožujka 1910.                          | Montréal Wanderers (NHA)   | Frank Glass (kapetan)     | Berlin Dutchmen (OPHL)                   | Knockout                                 | 7 : 3                                    | Harry Hyland (22.00)                     |
| 10. ožujka 1911.                          | Ottawa HC (NHA)            | Pete Green                | Prvaci NHA lige za 1911.                 | Prvaci NHA lige za 1911.                 | Prvaci NHA lige za 1911.                 | Prvaci NHA lige za 1911.                 |
| 13. ožujka 1911.                          | Ottawa HC (NHA)            | Pete Green                | Galt HC (OPHL)                           | Knockout                                 | 7 : 4                                    | Marty Walsh (45.00)                      |
| 16. ožujka 1911.                          | Ottawa HC (NHA)            | Pete Green                | Port Arthur Bearcats (NOHL)              | Knockout                                 | 13 : 4                                   | Marty Walsh (24.30)                      |
| 5. ožujka 1912.                           | Québec Bulldogs (NHA)      | Charles Nolan             | Prvaci NHA lige za 1912.                 | Prvaci NHA lige za 1912.                 | Prvaci NHA lige za 1912.                 | Prvaci NHA lige za 1912.                 |
| 11. i 13. ožujka 1912.                    | Québec Bulldogs (NHA)      | Charles Nolan             | Moncton Victorias (MaPHL)                | Prvi do dvije pobjede                    | 2 : 0                                    | Joe Malone (18.00)                       |
| 5. ožujka 1913.                           | Québec Bulldogs (NHA)      | Joe Malone (kapetan)      | Prvaci NHA lige za 1913.                 | Prvaci NHA lige za 1913.                 | Prvaci NHA lige za 1913.                 | Prvaci NHA lige za 1913.                 |
| 8. i 10. ožujka 1913.                     | Québec Bulldogs (NHA)      | Joe Malone (kapetan)      | Sydney Millionaires (MaPHL)              | Ukupan rezultat kroz dvije utakmice      | 20 : 5                                   | ?                                        |
| 7. i 11. ožujka 1914.                     | Toronto HC (NHA)           | Scotty Davidson (kapetan) | Montréal Canadiens (NHA)                 | Ukupan rezultat kroz dvije utakmice      | 6 : 2                                    | Scotty Davidson (42.00)                  |
| 14., 17. i 19. ožujka 1914.               | Toronto HC (NHA)           | Scotty Davidson (kapetan) | Victoria Aristocrats (PCHA)              | Prvi do tri pobjede                      | 3 : 0                                    | Harry Cameron 46.00                      |

### NHA/NHL protiv konkurentskih natjecanja (1915. — 1926.)
Povjerenik Stanleyjeva kupa, Emmett Quinn, pisao je predsjedniku NHA-a u ožujku 1914. kako su i ostali povjerenici složni oko ideje da vodstva triju profesionalnih natjecanja (NHA, PCHA i MaPHL) sama preuzmu organiziranje borbi za Kup. Pošto je Allanov kup već uspostavljen kao nagrada najboljoj amaterskoj momčadi Kanade, reputacija Stanleyjeva kupa počela je ovisiti o najboljim profesionalnim ligama. Nakon što se američka momčad Portland Rosebudsa priključila PCHA-u 1914., povjerenici su otvorenim pismom javnosti obznanili kako je Stanleyjev kup postao namijenjen najboljoj svjetskoj, a ne samo kanadskoj, momčadi. Dvije godine poslije, Portland je nastupio u izravnom ogledu za Kup kao prva momčad izvan Kanade u povijesti. Seattle Metropolitans postali su 1917. godine prvom američkom momčadi koja je osvojila Kup. NHL je zatim nastao prije početka sljedeće sezone.
Epidemija španjolske gripe prekinula je seriju Montréal Canadiensa i Seattle Metropolitansa pri izjednačenom ukupnom rezultatu 2 : 2 : 1 (jedan neriješen ishod) pa Stanleyjev kup po prvi put u povijesti nije dodijeljen.
Struktura natjecanja za Kup promijenila se 1922. priključenjem Zapadne kanadske hokejaške lige (WCHL) dvama postojećima, NHL-u i PCHA-u. Od spomenute 1922. pa do 1924. godine i propasti PCHA-a, postojala je polufinalna serija pobjednika dvaju liga, dok je pobjednik trećeg natjecanja čekao u velikoj završnici. Međutim, WCHL je spao na samo dvije momčadi — „Milijunaše” iz Vancouvera i „Pume” iz Victorije, a zatim i promijenio ime u WHL. Upravo Victorijino osvajanje Kupa u sezoni 1924./25. označilo je posljednji put da neka momčad izvan NHL-a osvaja najprestižniji hokejaški trofej. Porazom Victorije u velikoj završnici sljedeće sezone, 1925./26., nijedna momčad izvan NHL-a više nije stupila u borbu za Kup.
| Godina | Pobjednička momčad                                                                                                | Trener | Poražena momčad                                                                                                   | Trener | Utakmice | Pobjedonosni gol                                                                                                  |
| ------ | --- | --- | --- | --- | --- | --- |
| 1915.  | Vancouver Millionaires (PCHA)                                                                                     | Frank Patrick (igrač)                                                                                             | Ottawa Senators (NHA)                                                                                             | Frank Shaughnessy (menadžer)                                                                                      | 3 : 0 | Barney Stanley (25.30)                                                                                            |
| 1916.  | Montréal Canadiens (NHA)                                                                                          | Newsy Lalonde (igrač)                                                                                             | Portland Rosebuds (PCHA)                                                                                          | Edward Savage (menadžer)                                                                                          | 3 : 2 | George Prodgers (57.20)                                                                                           |
| 1917.  | Seattle Metropolitans (PCHA)                                                                                      | Pete Muldoon | Montréal Canadiens (NHA)                                                                                          | Newsy Lalonde (igrač)                                                                                             | 3 : 1 | Bernie Morris (7.55)                                                                                              |
| 1918.  | Toronto Arenas (NHL)                                                                                              | Dick Carroll | Vancouver Millionaires (PCHA)                                                                                     | Frank Patrick (igrač)                                                                                             | 3 : 2 | Corb Denneny (50.30)                                                                                              |
| 1919.  | Doigravanje otkazano nakon pete utakmice zbog pandemije španjolske gripe pa Kup nije dodijeljen nikome te sezone. | Doigravanje otkazano nakon pete utakmice zbog pandemije španjolske gripe pa Kup nije dodijeljen nikome te sezone. | Doigravanje otkazano nakon pete utakmice zbog pandemije španjolske gripe pa Kup nije dodijeljen nikome te sezone. | Doigravanje otkazano nakon pete utakmice zbog pandemije španjolske gripe pa Kup nije dodijeljen nikome te sezone. | Doigravanje otkazano nakon pete utakmice zbog pandemije španjolske gripe pa Kup nije dodijeljen nikome te sezone. | Doigravanje otkazano nakon pete utakmice zbog pandemije španjolske gripe pa Kup nije dodijeljen nikome te sezone. |
| 1920.  | Ottawa Senators (NHL)                                                                                             | Pete Green | Seattle Metropolitans (PCHA)                                                                                      | Pete Muldoon | 3 : 2 | Jack Darragh (45.00)                                                                                              |
| 1921.  | Ottawa Senators (NHL)                                                                                             | Pete Green | Vancouver Millionaires (PCHA)                                                                                     | Frank Patrick (igrač)                                                                                             | 3 : 2 | Jack Darragh (29.40)                                                                                              |
| 1922.  | Toronto St. Pats (NHL)                                                                                            | George O'Donoghue                                                                                                 | Vancouver Millionaires (PCHA)                                                                                     | Frank Patrick (igrač)                                                                                             | 3 : 2 | Babe Dye (4.20)                                                                                                   |
| 1923.  | Ottawa Senators (NHL)                                                                                             | Pete Green | Edmonton Eskimos (WCHL)                                                                                           | Ken McKenzine | 2 : 0 | Punch Broadbent (11.23)                                                                                           |
| 1924.  | Montréal Canadiens (NHL)                                                                                          | Léo Dandurand | Calgary Tigers (WCHL)                                                                                             | Eddie Oatman (igrač)                                                                                              | 2 : 0 | Howie Morenz (4.55)                                                                                               |
| 1925.  | Victoria Cougars (WCHL)                                                                                           | Lester Patrick | Montréal Canadiens (NHL)                                                                                          | Léo Dandurand | 3 : 1 | Gizzy Hart (22.35)                                                                                                |
| 1926.  | Montréal Maroons (NHL)                                                                                            | Eddie Gerard | Victoria Cougars (WHL)                                                                                            | Lester Patrick | 3 : 1 | Nels Stewart (22.50)                                                                                              |

### Prvaci doigravanja NHL-a (1927. — )
Konačnom propašću WHL-a 1926. godine, NHL je preostao jedino natjecanje u borbi za Kup. Druge momčadi, nepovezane s NHL-om, upućivale su izazove i dalje, ali nijedna momčad NHL-a nije ga više prihvatila. Vodstvo lige dogovorilo je s dvama povjerenicima, Philipom Rossom i Cooperom Smeatonom, potpuno vlasništvo nad Kupom 1947. godine. Takav potez povjerenika iz 1947. ocijenjen je kao kršenje uvjeta lorda Stanleyja punih 59 godina kasnije na ontarijskom Vrhovnom sudu. Vodstvo lige prihvatilo je odluku kojom je dužno prepustiti Stanleyjev kup u godinama bez NHL-a, poput ranije, potpuno izgubljene, sezone 2004./05.
| Godina | Pobjednička momčad                   | Trener                               | Poražena momčad                      | Trener                               | Utakmice                             | Pobjedonosni gol                     |
| ------ | ------------------------------------ | ------------------------------------ | ------------------------------------ | ------------------------------------ | ------------------------------------ | ------------------------------------ |
| 1927.  | Ottawa Senators                      | Dave Gill                            | Boston Bruins                        | Art Ross                             | 2 : 0 : 2                            | Cy Denneny (27.30)                   |
| 1928.  | New York Rangers                     | Lester Patrick (igrač)               | Montréal Maroons                     | Eddie Gerard                         | 3 : 2                                | Frank Boucher (43.35)                |
| 1929.  | Boston Bruins                        | Cy Denneny (igrač)                   | New York Rangers                     | Lester Patrick                       | 2 : 0                                | Bill Carson (58.02)                  |
| 1930.  | Montréal Canadiens                   | Cecil Hart                           | Boston Bruins                        | Art Ross                             | 2 : 0                                | Howie Morenz (21.00)                 |
| 1931.  | Montréal Canadiens                   | Cecil Hart                           | Chicago Black Hawks                  | Dick Irvin                           | 3 : 2                                | Johnny Gagnon (29.59)                |
| 1932.  | Toronto Maple Leafs                  | Dick Irvin                           | New York Rangers                     | Lester Patrick                       | 3 : 0                                | Ace Bailey (55.07)                   |
| 1933.  | New York Rangers                     | Lester Patrick                       | Toronto Maple Leafs                  | Dick Irvin                           | 3 : 1                                | Bill Cook (67.34)                    |
| 1934.  | Chicago Black Hawks                  | Tommy Gorman                         | Detroit Red Wings                    | Jack Adams                           | 3 : 1                                | Mush March (90.05)                   |
| 1935.  | Montréal Maroons                     | Tommy Gorman                         | Toronto Maple Leafs                  | Dick Irvin                           | 3 : 0                                | Lawrence Northcott (36.18)           |
| 1936.  | Detroit Red Wings                    | Jack Adams                           | Toronto Maple Leafs                  | Dick Irvin                           | 3 : 1                                | Pete Kelly (49.45)                   |
| 1937.  | Detroit Red Wings                    | Jack Adams                           | New York Rangers                     | Lester Patrick                       | 3 : 2                                | Marty Barry (19.22)                  |
| 1938.  | Chicago Black Hawks                  | Bill Stewart                         | Toronto Maple Leafs                  | Dick Irvin                           | 3 : 1                                | Carl Voss (36.45)                    |
| 1939.  | Boston Bruins                        | Art Ross                             | Toronto Maple Leafs                  | Dick Irvin                           | 4 : 1                                | Roy Conacher (37.54)                 |
| 1940.  | New York Rangers                     | Frank Boucher                        | Toronto Maple Leafs                  | Dick Irvin                           | 4 : 2                                | Bryan Hextall (62.07)                |
| 1941.  | Boston Bruins                        | Cooney Weiland                       | Detroit Red Wings                    | Jack Adams                           | 4 : 0                                | Bobby Bauer (28.43)                  |
| 1942.  | Toronto Maple Leafs                  | Hap Day                              | Detroit Red Wings                    | Jack Adams                           | 4 : 3                                | Pete Langelle (49.48)                |
| 1943.  | Detroit Red Wings                    | Jack Adams                           | Boston Bruins                        | Art Ross                             | 4 : 0                                | Joe Carveth (12.09)                  |
| 1944.  | Montréal Canadiens                   | Dick Irvin                           | Chicago Black Hawks                  | Paul Thompson                        | 4 : 0                                | Toe Blake (69.12)                    |
| 1945.  | Toronto Maple Leafs                  | Hap Day                              | Detroit Red Wings                    | Jack Adams                           | 4 : 3                                | Babe Pratt (52.14)                   |
| 1946.  | Montréal Canadiens                   | Dick Irvin                           | Boston Bruins                        | Dit Clapper                          | 4 : 1                                | Toe Blake (51.06)                    |
| 1947.  | Toronto Maple Leafs                  | Hap Day                              | Montréal Canadiens                   | Dick Irvin                           | 4 : 2                                | Ted Kennedy (54.39)                  |
| 1948.  | Toronto Maple Leafs                  | Hap Day                              | Detroit Red Wings                    | Tommy Ivan                           | 4 : 0                                | Harry Watson (11.13)                 |
| 1949.  | Toronto Maple Leafs                  | Hap Day                              | Detroit Red Wings                    | Tommy Ivan                           | 4 : 0                                | Cal Gardner (39.45)                  |
| 1950.  | Detroit Red Wings                    | Tommy Ivan                           | New York Rangers                     | Lynn Patrick                         | 4 : 3                                | Pete Babando (88.31)                 |
| 1951.  | Toronto Maple Leafs                  | Joe Primeau                          | Montréal Canadiens                   | Dick Irvin                           | 4 : 1                                | Bill Barilko (62.53)                 |
| 1952.  | Detroit Red Wings                    | Tommy Ivan                           | Montréal Canadiens                   | Dick Irvin                           | 4 : 0                                | Metro Prystai (6.50)                 |
| 1953.  | Montréal Canadiens                   | Dick Irvin                           | Boston Bruins                        | Lynn Patrick                         | 4 : 1                                | Elmer Lach (61.22)                   |
| 1954.  | Detroit Red Wings                    | Tommy Ivan                           | Montréal Canadiens                   | Dick Irvin                           | 4 : 3                                | Tony Leswick (64.20)                 |
| 1955.  | Detroit Red Wings                    | Jimmy Skinner                        | Montréal Canadiens                   | Dick Irvin                           | 4 : 3                                | Gordie Howe (39.49)                  |
| 1956.  | Montréal Canadiens                   | Toe Blake                            | Detroit Red Wings                    | Jimmy Skinner                        | 4 : 1                                | Maurice Richard (35.08)              |
| 1957.  | Montréal Canadiens                   | Toe Blake                            | Boston Bruins                        | Milt Schmidt                         | 4 : 1                                | Dickie Moore (20.14)                 |
| 1958.  | Montréal Canadiens                   | Toe Blake                            | Boston Bruins                        | Milt Schmidt                         | 4 : 2                                | Bernie Geoffrion (39.26)             |
| 1959.  | Montréal Canadiens                   | Toe Blake                            | Toronto Maple Leafs                  | Punch Imlach                         | 4 : 1                                | Marcel Bonin (29.55)                 |
| 1960.  | Montréal Canadiens                   | Toe Blake                            | Toronto Maple Leafs                  | Punch Imlach                         | 4 : 0                                | Jean Béliveau (8.16)                 |
| 1961.  | Chicago Black Hawks                  | Rudy Pilous                          | Detroit Red Wings                    | Sid Abel                             | 4 : 2                                | Ab McDonald (38.49)                  |
| 1962.  | Toronto Maple Leafs                  | Punch Imlach                         | Chicago Black Hawks                  | Rudy Pilous                          | 4 : 2                                | Dick Duff (54.14)                    |
| 1963.  | Toronto Maple Leafs                  | Punch Imlach                         | Detroit Red Wings                    | Sid Abel                             | 4 : 1                                | Eddie Shack (53.28)                  |
| 1964.  | Toronto Maple Leafs                  | Punch Imlach                         | Detroit Red Wings                    | Sid Abel                             | 4 : 3                                | Andy Bathgate (3.04)                 |
| 1965.  | Montréal Canadiens                   | Toe Blake                            | Chicago Black Hawks                  | Billy Reay                           | 4 : 3                                | Jean Béliveau (0.14)                 |
| 1966.  | Montréal Canadiens                   | Toe Blake                            | Detroit Red Wings                    | Sid Abel                             | 4 : 2                                | Henri Richard (62.20)                |
| 1967.  | Toronto Maple Leafs                  | Punch Imlach                         | Montréal Canadiens                   | Toe Blake                            | 4 : 2                                | Jim Pappin (39.24)                   |
| 1968.  | Montréal Canadiens                   | Toe Blake                            | St. Louis Blues                      | Scotty Bowman                        | 4 : 0                                | J. C. Tremblay (51.40)               |
| 1969.  | Montréal Canadiens                   | Claude Rue                           | St. Louis Blues                      | Scotty Bowman                        | 4 : 0                                | John Ferguson (43.02)                |
| 1970.  | Boston Bruins                        | Harry Sinden                         | St. Louis Blues                      | Scotty Bowman                        | 4 : 0                                | Bobby Orr (60.40)                    |
| 1971.  | Montréal Canadiens                   | Al MacNeil                           | Chicago Black Hawks                  | Billy Reay                           | 4 : 3                                | Henri Richard (42.34)                |
| 1972.  | Boston Bruins                        | Tom Johnson                          | New York Rangers                     | Emile Francis                        | 4 : 2                                | Bobby Orr (11.18)                    |
| 1973.  | Montréal Canadiens                   | Scotty Bowman                        | Chicago Black Hawks                  | Billy Reay                           | 4 : 2                                | Yvan Cournoyer (48.13)               |
| 1974.  | Philadelphia Flyers                  | Fred Shero                           | Boston Bruins                        | Bep Guidolin                         | 4 : 2                                | Rick MacLeish (14.48)                |
| 1975.  | Philadelphia Flyers                  | Fred Shero                           | Buffalo Sabres                       | Floyd Smith                          | 4 : 2                                | Bob Kelly (40.11)                    |
| 1976.  | Montréal Canadiens                   | Scotty Bowman                        | Philadelphia Flyers                  | Fred Shero                           | 4 : 0                                | Guy Lafleur (54.18)                  |
| 1977.  | Montréal Canadiens                   | Scotty Bowman                        | Boston Bruins                        | Don Cherry                           | 4 : 0                                | Jacques Lemaire (64.32)              |
| 1978.  | Montréal Canadiens                   | Scotty Bowman                        | Boston Bruins                        | Don Cherry                           | 4 : 2                                | Mario Tremblay (9.20)                |
| 1979.  | Montréal Canadiens                   | Scotty Bowman                        | New York Rangers                     | Fred Shero                           | 4 : 1                                | Jacques Lemaire (21.02)              |
| 1980.  | New York Islanders                   | Al Arbour                            | Philadelphia Flyers                  | Pat Quinn                            | 4 : 2                                | Bob Nystrom (67.11)                  |
| 1981.  | New York Islanders                   | Al Arbour                            | Minnesota North Stars                | Glen Sonmor                          | 4 : 1                                | Wayne Merrick (5.37)                 |
| 1982.  | New York Islanders                   | Al Arbour                            | Vancouver Canucks                    | Roger Neilson                        | 4 : 0                                | Mike Bossy (25.00)                   |
| 1983.  | New York Islanders                   | Al Arbour                            | Edmonton Oilers                      | Glen Sather                          | 4 : 0                                | Mike Bossy (12.39)                   |
| 1984.  | Edmonton Oilers                      | Glen Sather                          | New York Islanders                   | Al Arbour                            | 4 : 1                                | Ken Linseman (20.38)                 |
| 1985.  | Edmonton Oilers                      | Glen Sather                          | Philadelphia Flyers                  | Mike Keenan                          | 4 : 1                                | Paul Coffey (17.57)                  |
| 1986.  | Montréal Canadiens                   | Jean Perron                          | Calgary Flames                       | Bob Johnson                          | 4 : 1                                | Bobby Smith (50.30)                  |
| 1987.  | Edmonton Oilers                      | Glen Sather                          | Philadelphia Flyers                  | Mike Keenan                          | 4 : 3                                | Jari Kurri (34.59)                   |
| 1988.  | Edmonton Oilers                      | Glen Sather                          | Boston Bruins                        | Terry O'Reilly                       | 4 : 0                                | Wayne Gretzky (29.44)                |
| 1989.  | Calgary Flames                       | Terry Crisp                          | Montréal Canadiens                   | Pat Burns                            | 4 : 2                                | Doug Gilmour (51.02)                 |
| 1990.  | Edmonton Oilers                      | John Muckler                         | Boston Bruins                        | Mike Milbury                         | 4 : 1                                | Craig Simpson (29.31)                |
| 1991.  | Pittsburgh Penguins                  | Bob Johnson                          | Minnesota North Stars                | Bob Gainey                           | 4 : 2                                | Ulf Samuelsson (2.00)                |
| 1992.  | Pittsburgh Penguins                  | Scotty Bowman                        | Chicago Black Hawks                  | Mike Keenan                          | 4 : 0                                | Ron Francis (47.59)                  |
| 1993.  | Montréal Canadiens                   | Jacques Demers                       | Los Angeles Kings                    | Barry Melrose                        | 4 : 1                                | Kirk Muller (23.51)                  |
| 1994.  | New York Rangers                     | Mike Keenan                          | Vancouver Canucks                    | Pat Quinn                            | 4 : 3                                | Mark Messier (33.29)                 |
| 1995.  | New Jersey Devils                    | Jacques Lemaire                      | Detroit Red Wings                    | Scotty Bowman                        | 4 : 0                                | Neal Broten (27.56)                  |
| 1996.  | Colorado Avalanche                   | Marc Crawford                        | Florida Panthers                     | Doug MacLean                         | 4 : 0                                | Uwe Krupp (104.31)                   |
| 1997.  | Detroit Red Wings                    | Scotty Bowman                        | Philadelphia Flyers                  | Terry Murray                         | 4 : 0                                | Darren McCarty (33.02)               |
| 1998.  | Detroit Red Wings                    | Scotty Bowman                        | Washington Capitals                  | Ron Wilson                           | 4 : 0                                | Martin Lapointe (22.26)              |
| 1999.  | Dallas Stars                         | Ken Hitchcock                        | Buffalo Sabres                       | Lindy Ruff                           | 4 : 2                                | Brett Hull (114.51)                  |
| 2000.  | New Jersey Devils                    | Larry Robinson                       | Dallas Stars                         | Ken Hitchcock                        | 4 : 2                                | Jason Arnott (88.20)                 |
| 2001.  | Colorado Avalanche                   | Bob Hartley                          | New Jersey Devils                    | Larry Robinson                       | 4 : 3                                | Alex Tanguay (24.57)                 |
| 2002.  | Detroit Red Wings                    | Scotty Bowman                        | Carolina Hurricanes                  | Paul Maurice                         | 4 : 1                                | Brendan Shanahan (34.04)             |
| 2003.  | New Jersey Devils                    | Pat Burns                            | Mighty Ducks of Anaheim              | Mike Babcock                         | 4 : 3                                | Michael Rupp (22.22)                 |
| 2004.  | Tampa Bay Lightning                  | John Tortorella                      | Calgary Flames                       | Darryl Sutter                        | 4 : 3                                | Ruslan Fedotenko (34.38)             |
| 2005.  | Čitava sezona 2004./05. otkazana je. | Čitava sezona 2004./05. otkazana je. | Čitava sezona 2004./05. otkazana je. | Čitava sezona 2004./05. otkazana je. | Čitava sezona 2004./05. otkazana je. | Čitava sezona 2004./05. otkazana je. |
| 2006.  | Carolina Hurricanes                  | Peter Laviolette                     | Edmonton Oilers                      | Craig MacTavish                      | 4 : 3                                | František Kaberle (24.18)            |
| 2007.  | Anaheim Ducks                        | Randy Carlyle                        | Ottawa Senators                      | Bryan Murray                         | 4 : 1                                | Travis Moen (35.44)                  |
| 2008.  | Detroit Red Wings                    | Mike Babcock                         | Pittsburgh Penguins                  | Michel Therrien                      | 4 : 2                                | Henrik Zetterberg (47.16)            |
| 2009.  | Pittsburgh Penguins                  | Dan Bylsma                           | Detroit Red Wings                    | Mike Babcock                         | 4 : 3                                | Maxime Talbot (30.07)                |
| 2010.  | Chicago Blackhawks                   | Joel Quenneville                     | Philadelphia Flyers                  | Peter Laviolette                     | 4 : 2                                | Patrick Kane (64.06)                 |
| 2011.  | Boston Bruins                        | Claude Julien                        | Vancouver Canucks                    | Alain Vigneault                      | 4 : 3                                | Patrice Bergeron (14.37)             |
| 2012.  | Los Angeles Kings                    | Darryl Sutter                        | New Jersey Devils                    | Peter DeBoer                         | 4 : 2                                | Jeff Carter (12.45)                  |
| 2013.  | Chicago Blackhawks                   | Joel Quenneville                     | Boston Bruins                        | Claude Julien                        | 4 : 2                                | Dave Bolland (19.01)                 |
| 2014.  | Los Angeles Kings                    | Darryl Sutter                        | New York Rangers                     | Alain Vigneault                      | 4 : 1                                | Alec Martinez (94.43)                |
| 2015.  | Chicago Blackhawks                   | Joel Quenneville                     | Tampa Bay Lightning                  | Jon Cooper                           | 4 : 2                                | Duncan Keith (37.13)                 |
| 2016.  | Pittsburgh Penguins                  | Mike Sullivan                        | San Jose Sharks                      | Peter DeBoer                         | 4 : 2                                | Kris Letang (27.46)                  |

## Pregled nastupa u borbama za Kup

### „The Challenge Era” (1893. — 1914.)
- Napomene: SC = osvojen Stanley Cup; podebljana godina označava osvojen Kup; (jednoznamenkasti broj u zagradi) označava broj nastupa u izravnoj borbi za Kup u jednoj godini.

| Momčad                  | SC | Poraz u završnici | Ukupno nastupa | Postotak pobjeda | Godine nastupa                                                                        |
| ----------------------- | -- | ----------------- | -------------- | ---------------- | ------------------------------------------------------------------------------------- |
| Ottawa HC               | 17 | 2                 | 19             | 89,5%            | 1894., 1903. (2), 1904. (4), 1905. (3), 1906. (2), 1906., 1909., 1910. (2), 1911. (3) |
| Montréal Wanderers      | 10 | 2                 | 12             | 83,3%            | 1904., 1906. (2), 1907., 1907., 1908. (5), 1910. (2)                                  |
| Winnipeg Victorias      | 6  | 5                 | 11             | 54,5%            | 1896. (2), 1896., 1899., 1900., 1901. (2), 1902. (2), 1902., 1903.                    |
| Montréal Victorias      | 6  | 2                 | 8              | 75%              | 1895., 1896., 1896., 1897. (2), 1898., 1899., 1903.                                   |
| Montréal Shamrocks      | 5  | 1                 | 6              | 83,3%            | 1899. (2), 1900. (3), 1901.                                                           |
| Montreal HC             | 5  | 0                 | 5              | 100%             | 1893., 1894., 1895., 1902., 1903.                                                     |
| Québec Bulldogs         | 4  | 0                 | 4              | 100%             | 1912. (2), 1913. (2)                                                                  |
| Kenora Thistles         | 2  | 3                 | 5              | 40%              | 1903., 1905., 1907. (2), 1907.                                                        |
| Toronto Blueshirts      | 2  | 0                 | 2              | 100%             | 1914. (2)                                                                             |
| Queen's University      | 0  | 3                 | 3              | 0%               | 1895., 1899., 1906.                                                                   |
| Brandon Wheat Cities    | 0  | 2                 | 2              | 0%               | 1904., 1907.                                                                          |
| Edmonton Eskimos        | 0  | 2                 | 2              | 0%               | 1908., 1910.                                                                          |
| Galt HC                 | 0  | 2                 | 2              | 0%               | 1910., 1911.                                                                          |
| Winnipeg HC/Maple Leafs | 0  | 2                 | 2              | 0%               | 1901., 1908.                                                                          |

- Sljedećih 16 momčadi izgubilo je izazov za Stanleyjev kup samo jednom: Berlin Dutchmen (1910.), Dawson City Nuggets (1905.), Halifax Crescents (1900.), Moncton Victorias (1912.), Montréal Canadiens (1914.), New Glasgow Cubs (1906.), Ottawa Capitals (1897.), Ottawa Victorias (1908.), Port Arthur Bearcats (1911.), Smiths Falls (1906.), Sydney Millionaires (1913.), Toronto Marlboros (1904.), Toronto PHC (1908.), Toronto Wellingtons (1902.), Victoria Aristocrats (1914.) i Winnipeg Rowing Club (1904.)

### Razdoblje doigravanja (1915. — )
Postojeće momčadi
| Nastupi | Momčad                 | Pobjede | Porazi | Postotak uspješnosti | Godine nastupanja u završnom ogledu za Kup |
| ------- | ---------------------- | ------- | ------ | -------------------- | --- |
| 34 ↓G   | Montréal Canadiens     | 24      | 9 ↓G   | 72,7%                | 1916., 1917., 1919., ↓G 1924., 1925., 1930., 1931., 1944., 1946., 1947., 1951., 1952., 1953., 1954., 1955., 1956., 1957., 1958., 1959., 1960., 1965., 1966., 1967., 1968., 1969., 1971., 1973., 1976., 1977., 1978., 1979., 1986., 1989., 1993. |
| 24      | Detroit Red Wings      | 11      | 13     | 45,8%                | 1934., 1936., 1937., 1941., 1942., 1943., 1945., 1948., 1949., 1950., 1952., 1954., 1955., 1956., 1961., 1963., 1964., 1966., 1995., 1997., 1998., 2002., 2008., 2009.                                                                          |
| 21      | Toronto Maple Leafs ↓H | 13      | 8      | 61,9%                | 1918., 1922., 1932., 1933., 1935., 1936., 1938., 1939., 1940., 1942., 1945., 1947., 1948., 1949., 1951., 1959., 1960., 1962., 1963., 1964., 1967.                                                                                               |
| 19      | Boston Bruins          | 6       | 13     | 31,6%                | 1927., 1929., 1930., 1939., 1941., 1943., 1946., 1953., 1957., 1958., 1970., 1972., 1974., 1977., 1978., 1988., 1990., 2011., 2013. |
| 13      | Chicago Blackhawks ↓I  | 6       | 7      | 46,2%                | 1931., 1934., 1938., 1944., 1961., 1962., 1965., 1971., 1973., 1992., 2010., 2013., 2015. |
| 11      | New York Rangers       | 4       | 7      | 36,3                 | 1928., 1929., 1932., 1933., 1937., 1940., 1950., 1972., 1979., 1994., 2014. |
| 8       | Philadelphia Flyers    | 2       | 6      | 25%                  | 1974., 1975., 1976., 1980., 1985., 1987., 1997., 2010. |
| 7       | Edmonton Oilers        | 5       | 2      | 71,4%                | 1983., 1984., 1985., 1987., 1988., 1990., 2006. |
| 5       | New York Islanders     | 4       | 1      | 80%                  | 1980., 1981., 1982., 1983., 1984. |
| 5       | New Jersey Devils      | 3       | 2      | 60%                  | 1995., 2000., 2001., 2003., 2012. |
| 4       | Pittsburgh Penguins    | 3       | 1      | 75%                  | 1991., 1992., 2008., 2009. |
| 4       | Dallas Stars ↓J        | 1       | 3      | 25%                  | 1981., 1991., 1999., 2000. |
| 3       | Los Angeles Kings      | 2       | 1      | 66,7%                | 1993., 2012., 2014. |
| 3       | Calgary Flames         | 1       | 2      | 33,3%                | 1986., 1989., 2004. |
| 3       | St. Louis Blues        | 0       | 3      | 0%                   | 1968., 1969., 1970. |
| 3       | Vancouver Canucks      | 0       | 3      | 0%                   | 1982., 1994., 2011. |
| 2       | Colorado Avalanche     | 2       | 0      | 100%                 | 1996., 2001. |
| 2       | Anaheim Ducks ↓K       | 1       | 1      | 50%                  | 2003., 2007. |
| 2       | Carolina Hurricanes    | 1       | 1      | 50%                  | 2002., 2006. |
| 2       | Tampa Bay Lightning    | 1       | 1      | 50%                  | 2004., 2015. |
| 2       | Buffalo Sabres         | 0       | 2      | 0%                   | 1975., 1999. |
| 1       | Florida Panthers       | 0       | 1      | 0%                   | 1996. |
| 1       | Ottawa Senators ↓L     | 0       | 1      | 0%                   | 2007. |
| 1       | Washington Capitals    | 0       | 1      | 0%                   | 1998. |

Šest postojećih momčadi još nije ušlo u veliku završnicu doigravanja, od toga četiri u čitavoj svojoj povijesti:
Columbus Blue Jackets (2 doigravanja)
Minnesota Wild (6 doigravanja)
Nashville Predators (8 doigravanja)
San Jose Sharks (16 doigravanja)
Preostale dvije momčadi selile su, međutim ni na jednom mjestu nisu izborile veliku završnicu:
Atlanta Thrashers (1 doigravanje) — Winnipeg Jets (1 doigravanje)
Winnipeg Jets (izvorni) (11 doigravanja) — Arizona Coyotes (8 doigravanja)
Pet momčadi osvojilo je Stanleyjev kup nakon preseljenja iz grada u kojima to im nije uspjelo:
Québec Nordiques (9 doigravanja) — Colorado Avalanche (2 Kupa)
Kansas City Scouts (0 doigravanja) / Colorado Rockies — New Jersey Devils (3 Kupa)
Oakland/California Golden Seals (2 doigravanja) — Minnesota North Stars (2 poraza u velikim završnicama) — Dallas Stars (1 Kup)
Atlanta Flames (6 doigravanja) — Calgary Flames (1 Kup)
Hartford Whalers (8 doigravanja) — Carolina Hurricanes (1 Kup)
Ugasle momčadi
| Nastupi | Momčad                              | Pobjede | Porazi | Postotak pobjeda | Godine nastupanja u završnom ogledu za Kup |
| ------- | ----------------------------------- | ------- | ------ | ---------------- | ------------------------------------------ |
| 5       | Ottawa Senators (izvorni) (NHA/NHL) | 4       | 1      | 80%              | 1915., 1920., 1921., 1923., 1927.          |
| 4       | Vancouver Millionaires (PCHA/WCHL)  | 1       | 3      | 25%              | 1915., 1918., 1921., 1922.                 |
| 3       | Montréal Maroons (NHL)              | 2       | 1      | 66,7%            | 1926., 1928., 1935.                        |
| 3 ↓G    | Seattle Metropolitans (PCHA)        | 1       | 1 ↓G   | 50%              | 1917., 1919., ↓G 1920.                     |
| 2       | Victoria Cougars (WCHL/WHL)         | 1       | 1      | 50%              | 1925., 1926.                               |
| 1       | Portland Rosebuds (PCHA)            | 0       | 1      | 0%               | 1916.                                      |
| 1       | Edmonton Eskimos (WCHL)             | 0       | 1      | 0%               | 1923.                                      |
| 1       | Calgary Tigers (WCHL)               | 0       | 1      | 0%               | 1924.                                      |

## Napomene
- ↑A  Veoma neobična situacija: u dvoboju Montréal HC-a i Queen's Universityja, Stanleyjev kup mogao je otići samo u ruke potonje momčadi ili pak treće, Montréal Victorias. Naime, Montréal Victorias osvojili su AHAC ligu za 1895. godinu, ali povjerenici su već ranije odobrili međusobni izazov osvajača Kupa iz prošle godine, montréalskog Hockey Cluba, i Queen's Universityja. Povjerenici tada odlučiše da, u slučaju pobjede Montréal HC-a, Kup ostaje Montréal Victoriasima pošto su oba montréalska kluba nastupala u istom natjecanju. Tako se i zbilo: pobjedom 5 : 1 montréalskoga HC-a nad Universityjem, obje momčadi na ledu ostale su praznih ruku.
- ↑B  Ovo je trebala biti serija na dvije dobivene utakmice, ali momčad Ottawe povukla je izazov nakon početnog poraza 15 : 2.
- ↑C  Utakmica započeta u subotu 31. siječnja nije završena do ponoći (pri rezultatu 2 : 2). Gradonačelnik Westmounta zabranio je nastavak utakmice tijekom nedjelje pa je subotnja utakmica poništena, a nova odigrana u ponedjeljak 2. veljače.
- ↑D  Momčad Ottawe većinu 1904. godine provela je van svih natjecanja, odgovaravši isključivo na bačene izazove.
- ↑E  Montréal Wanderers diskvalificirani su zbog spora. Utakmica je završila rezultatom 5 : 5, ali Wanderersi odbili su igrati produžetak s postojećim sucem, a zatim uopće nastupiti na idućoj utakmici u Ottawi.
- ↑F  Neke utakmice ovoga razdoblja igrale su se kroz dva poluvremena od 30 minuta, a ne tri trećine od 20.
- ↑G  Dvoboj Montréal Canadiensa i Seattle Metropolitansa vodi se kao nastup u velikoj završnici objema momčadima, a poraz nije upisan nikome jer je završna serija naprasno prekinuta epidemijom španjolske gripe.
- ↑H  Momčad poznata pod današnjim imenom Toronto Maple Leafs osvojila je Kup 1918. pod imenom Toronto Hockey Club i 1922. kao Toronto St. Patricks.
- ↑I  Chicago Blackhawks pisalo se Chicago Black Hawks zaključno sa sezonom 1985./86.
- ↑J  Momčadi Dallas Starsa upisana su dva poraza Minnesotinih North Starsa.
- ↑K  Anaheim Ducks poražen je u velikoj završnici pod starim imenom Mighty Ducks of Anaheim.
- ↑L  Suvremeni Ottawa Senators (osnovani 1992.) nose isto ime kao stari Ottawini „Senatori” (1883. — 1934.)